# Monumentul Secuilor Martiri
Monumentul Secuilor Martiri sau Obeliscul Secuilor Martiri (în maghiară Székely vértanúk emlékműve) a fost dezvelit în anul 1875 în Postarét (așa se numea capătul străzii Secuilor Martiri) din Târgu Mureș pentru a aduce omagiu revoluționarilor complotului anti-habsburgic executați în 1854 (Mihály Gálffy, Károly Horváth, János Bágyi Török, Ferenc Bartalis, József Várady). Monumentul a devenit de-a lungul timpului unul din semnele distinctive ale orașului.

## Istoric

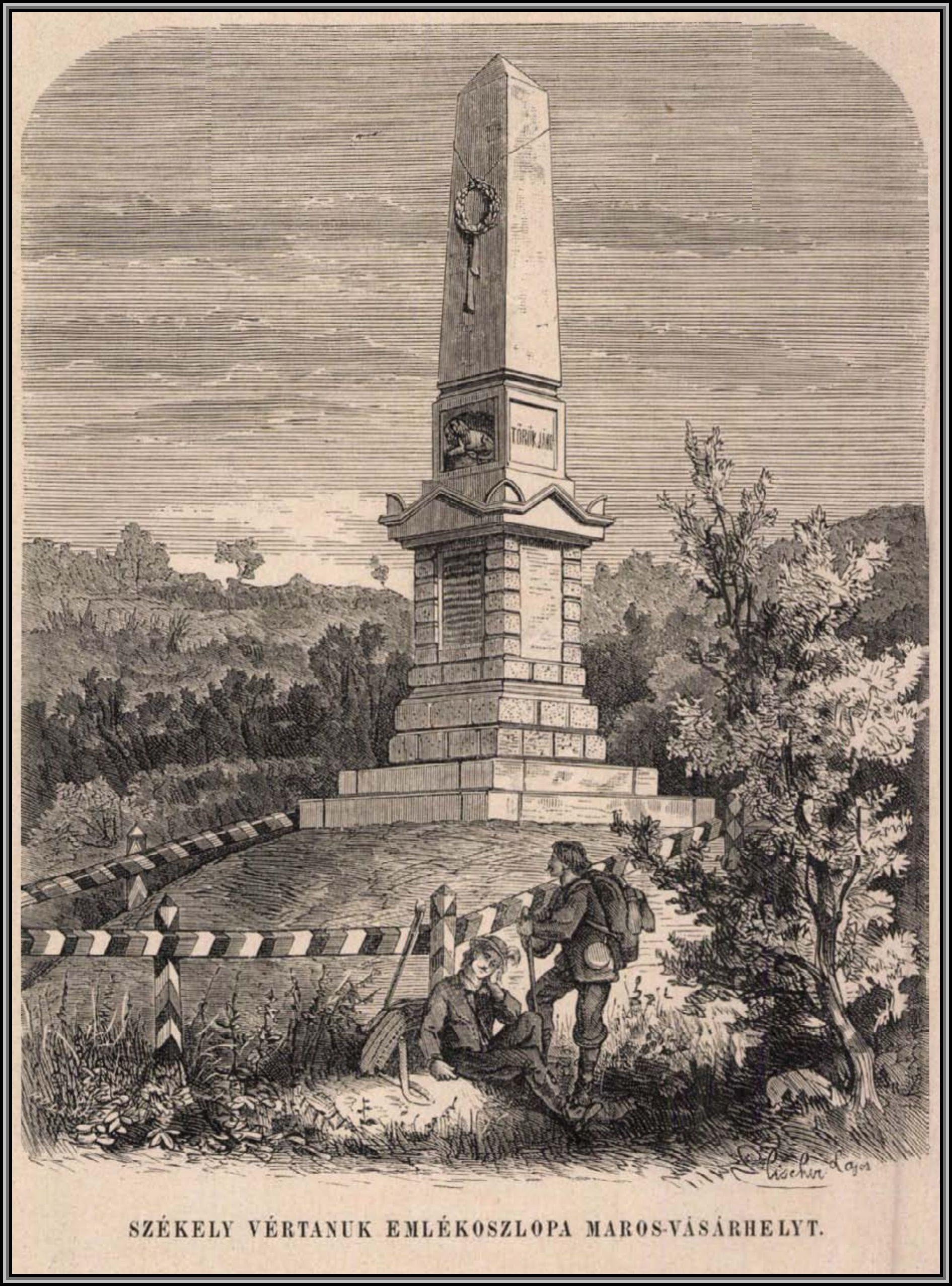
Pe o gravură din 1875

După înfrângerea Revoluției Maghiare din 1848–49 personajele emigrate, care au participat în mod activ la întâmplările revoluției, au încercat să organizeze un complot anti-habsburgic. Datorită spionului Mihály Bíró, autoritățile austriece au descoperit inițiativa și, pe baza unor documente găsite în casa lui József Makk din București, au putut demara ancheta. În urma anchetei cinci persoane au fost condamnate la moarte, dintre care Mihály Gálffy, Károly Horváth și János Bágyi Török au fost executați în data de 10 martie 1854 la marginea orașului Târgu Mureș la locul numit Postarét, iar Ferenc Bartalis și József Várady la Sfântu Gheorghe în data de 24 aprilie 1854.
În anii 1870 locuitorii urbei au început strângerea de fonduri pentru marcarea locului unde cei trei târgumureșeni au fost executați și pentru acest scop au organizat o comisie. La data de 10 august 1873 sculptorul Zsigmond Aradi a acceptat propunerea venită din partea comisiei de a crea monumentul secuilor martiri. În cadrul unui festivitate obeliscul înalt de 6 m a fost dezvelit în 27 iunie 1875.

## Descrierea
Pe soclul monumentului se află următoarea inscripție în limba maghiară scrisă de Mór Jókai:
„Szent hely ez óh vándor! Egy nemzet tette e jelt itt leghűbb gyermekei végzetes sírja fölé!”
, care poate fi tradusă astfel:
„Sfânt este locul acesta, o călătorule! O națiune a pus aici un semn peste mormântul celor mai fideli copii ai săi!”